# Coelioxys lativentroides
Coelioxys lativentroides is een vliesvleugelig insect uit de familie Megachilidae. De wetenschappelijke naam van de soort is voor het eerst geldig gepubliceerd in 1930 door Brauns.